# Elecciones generales de Ruanda de 1969
El 29 de septiembre de 1969 se celebraron elecciones generales en Ruanda. En ese momento, el país era un estado unipartidista, siendo el Parmehutu como único partido legal del país. Su líder, Grégoire Kayibanda, se presentó sin oposición a las elecciones presidenciales. La participación de los votantes fue del 90,9%.
Las próximas elecciones, pautadas originalmente para 1973, no serían realizadas hasta el año 1978, a raíz de un golpe de Estado.

## Sistema electoral

### Legislativas
Los 47 miembros de las elecciones a la Asamblea Nacional se eligieron en diez circunscripciones plurinominales. Los votantes podían aprobar la lista completa del Parmehutu, o dar un voto preferente a un solo candidato.